# Goutz
Goutz (Gotz en gascon) est une commune française située dans l'est du département du Gers, en région Occitanie. Sur le plan historique et culturel, la commune est dans le Fézensaguet, un petit pays gascon, ancienne vicomté se situant entre l'Armagnac et la Lomagne.
Exposée à un climat océanique altéré, elle est drainée par l'Auroue, la Petite Auroue et par divers autres petits cours d'eau.
Goutz est une commune rurale qui compte 213 habitants en 2022, après avoir connu un pic de population de 495 habitants en 1821.  Elle fait partie de l'aire d'attraction d'Auch. Ses habitants sont appelés les Goutzois ou  Goutzoises.

## Géographie

### Localisation
Goutz est une commune située dans le terroir du vin de pays des Côtes-de-Montestruc, dernière commune du Haut Armagnac en Gascogne.

### Communes limitrophes
Les communes limitrophes sont  Bajonnette, Brugnens, Céran, Pis, Saint-Brès et Taybosc.
|                | Brugnens |                        |
| Céran          | Goutz    | Bajonnette             |
| Pis (sur 50 m) | Taybosc  | Saint-Brès (sur 100 m) |

### Géologie et relief
Goutz se situe en zone de sismicité 1 (sismicité très faible).

### Hydrographie

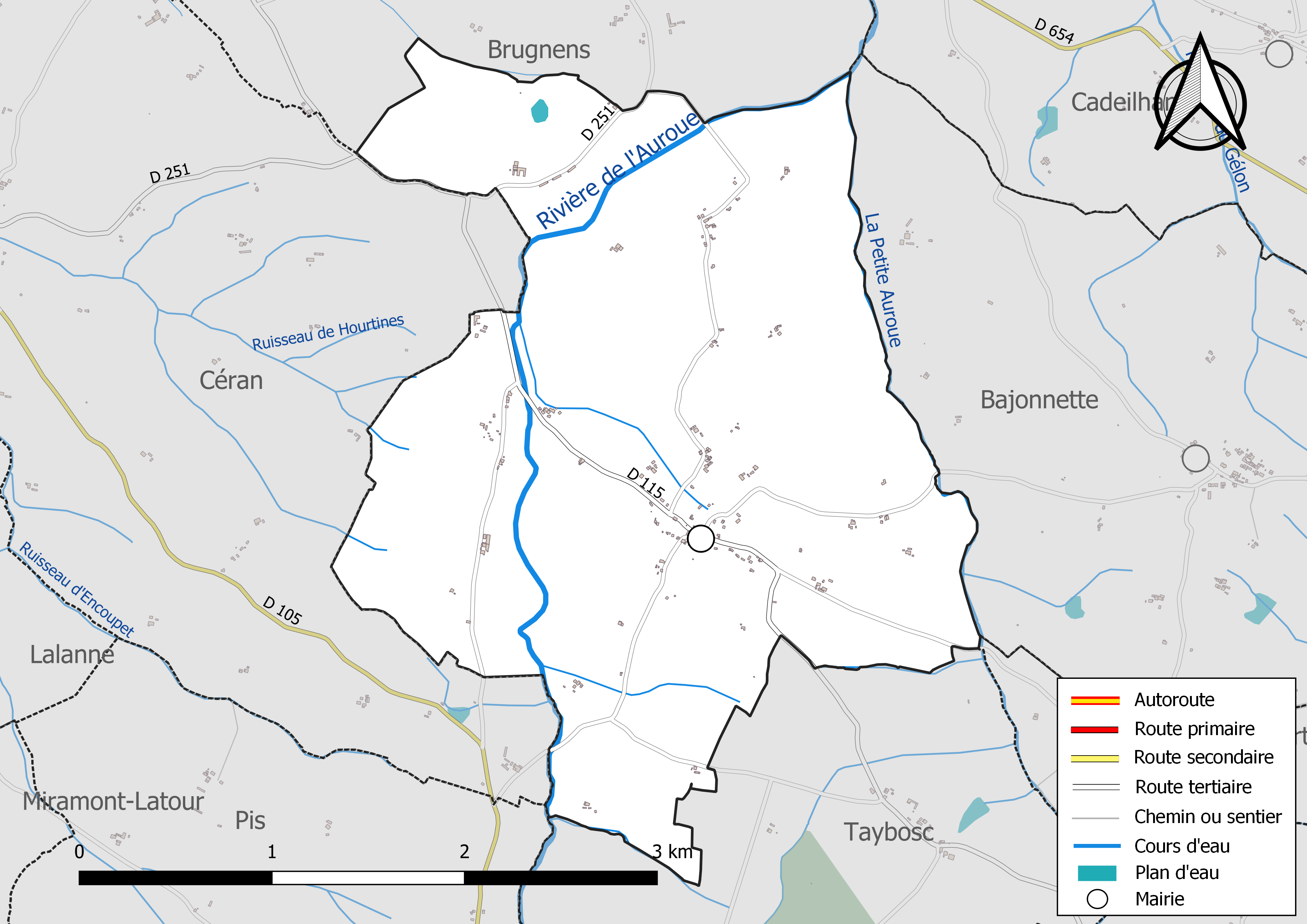
Réseaux hydrographique et routier de Goutz.

La commune est dans le bassin de la Garonne, au sein du bassin hydrographique Adour-Garonne. Elle est drainée par l'Auroue et la Petite Auroue et par divers petits cours d'eau, qui constituent un réseau hydrographique de 8 km de longueur totale,.
L'Auroue, d'une longueur totale de 62,4 km, prend sa source dans la commune de Crastes et s'écoule vers le nord. Il traverse la commune et se jette dans la Garonne à Saint-Romain-le-Noble, après avoir traversé 26 communes.

### Climat
Pour des articles plus généraux, voir Climat de l'Occitanie et Climat du Gers.
En 2010, le climat de la commune est de type climat du Bassin du Sud-Ouest, selon une étude s'appuyant sur une série de données couvrant la période 1971-2000. En 2020, Météo-France publie une typologie des climats de la France métropolitaine dans laquelle la commune est exposée à un climat océanique altéré et est dans la région climatique Aquitaine, Gascogne, caractérisée par une pluviométrie abondante au printemps, modérée en automne, un faible ensoleillement au printemps, un été chaud (19,5 °C), des vents faibles, des brouillards fréquents en automne et en hiver et des orages fréquents en été (15 à 20 jours).
Pour la période 1971-2000, la température annuelle moyenne est de 13,3 °C, avec une amplitude thermique annuelle de 15,9 °C. Le cumul annuel moyen de précipitations est de 711 mm, avec 9,8 jours de précipitations en janvier et 5,7 jours en juillet. Pour la période 1991-2020, la température moyenne annuelle observée sur la station météorologique la plus proche, située sur la commune de Mauroux à 13 km à vol d'oiseau, est de 14,0 °C et le cumul annuel moyen de précipitations est de 677,6 mm,. Pour l'avenir, les paramètres climatiques de la commune estimés pour 2050 selon différents scénarios d'émission de gaz à effet de serre sont consultables sur un site dédié publié par Météo-France en novembre 2022.

### Milieux naturels et biodiversité
Aucun espace naturel présentant un intérêt patrimonial n'est recensé sur la commune dans l'inventaire national du patrimoine naturel,,.

## Urbanisme

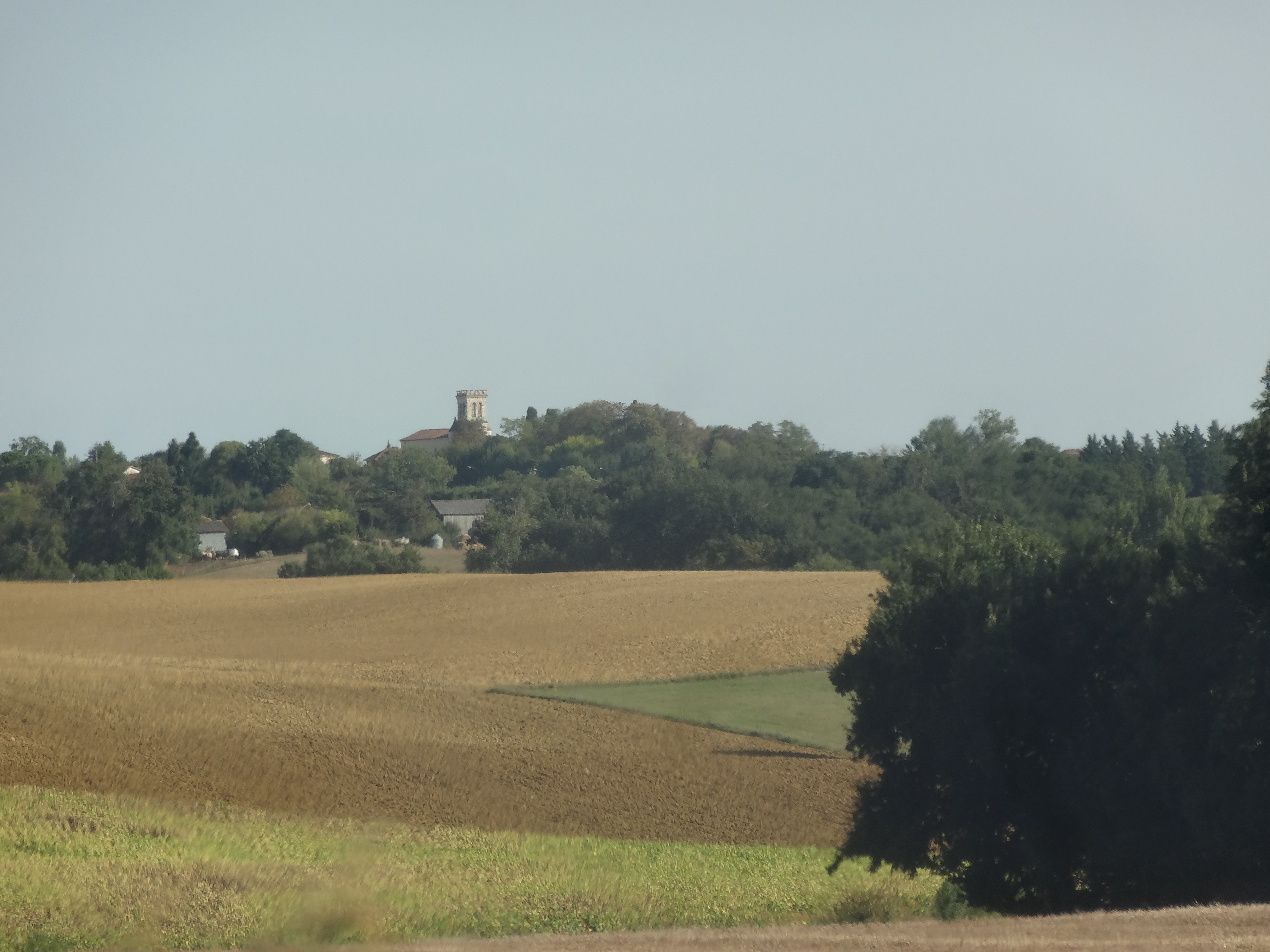
La commune s'inscrit dans un cadre rural.

### Typologie
Au 1er janvier 2024, Goutz est catégorisée commune rurale à habitat très dispersé, selon la nouvelle grille communale de densité à sept niveaux définie par l'Insee en 2022.
Elle est située hors unité urbaine. Par ailleurs la commune fait partie de l'aire d'attraction d'Auch, dont elle est une commune de la couronne,. Cette aire, qui regroupe 112 communes, est catégorisée dans les aires de 50 000 à moins de 200 000 habitants,.

### Occupation des sols
L'occupation des sols de la commune, telle qu'elle ressort de la base de données européenne d’occupation biophysique des sols Corine Land Cover (CLC), est marquée par l'importance des territoires agricoles (97 % en 2018), en diminution par rapport à 1990 (100 %). La répartition détaillée en 2018 est la suivante : 
terres arables (93,1 %), zones agricoles hétérogènes (3,9 %), forêts (3 %). L'évolution de l’occupation des sols de la commune et de ses infrastructures peut être observée sur les différentes représentations cartographiques du territoire : la carte de Cassini (XVIIIe siècle), la carte d'état-major (1820-1866) et les cartes ou photos aériennes de l'IGN pour la période actuelle (1950 à aujourd'hui).

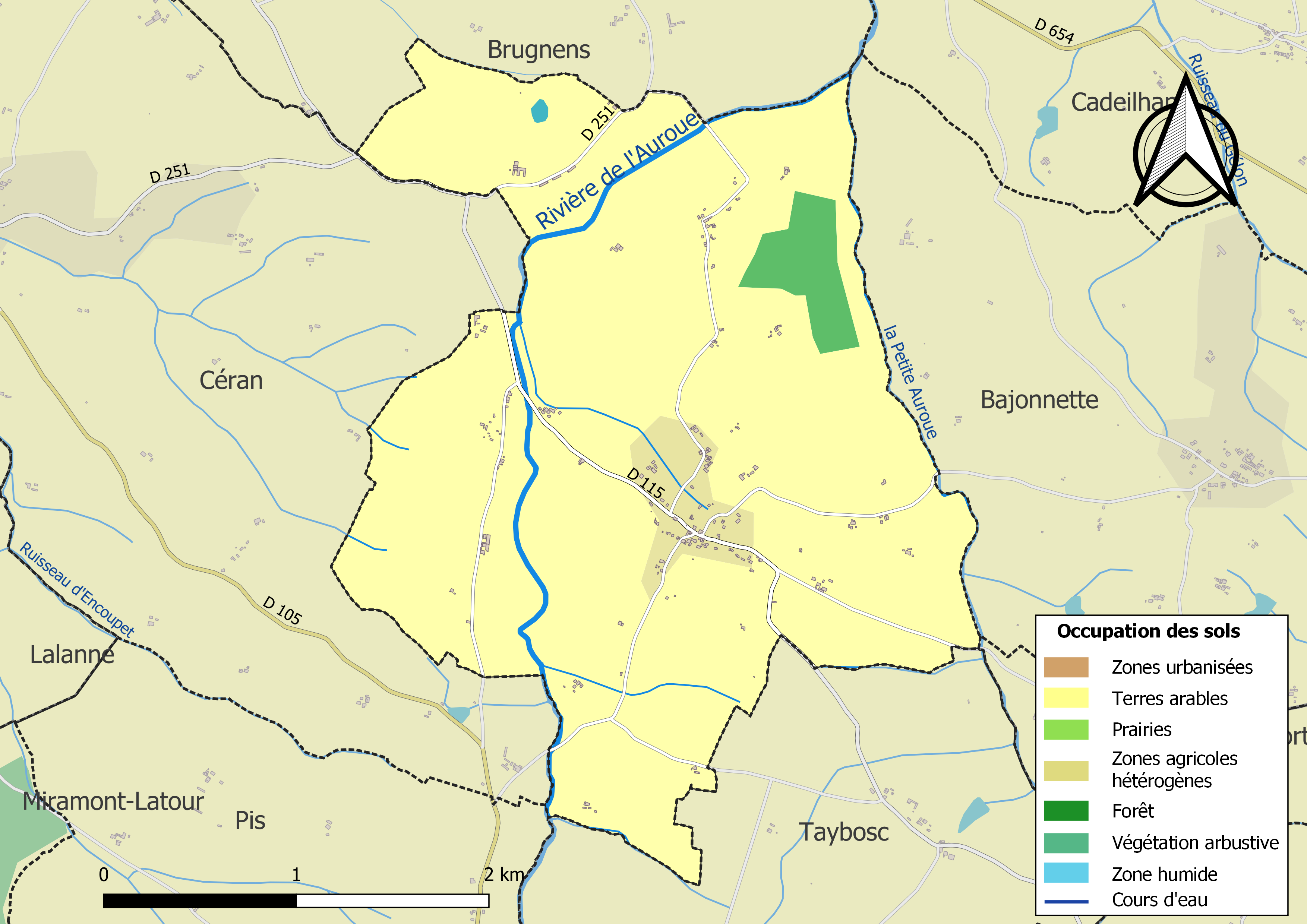
Carte des infrastructures et de l'occupation des sols de la commune en 2018 (CLC).

### Risques majeurs
Le territoire de la commune de Goutz est vulnérable à différents aléas naturels : météorologiques (tempête, orage, neige, grand froid, canicule ou sécheresse) et séisme (sismicité très faible). Un site publié par le BRGM permet d'évaluer simplement et rapidement les risques d'un bien localisé soit par son adresse soit par le numéro de sa parcelle.

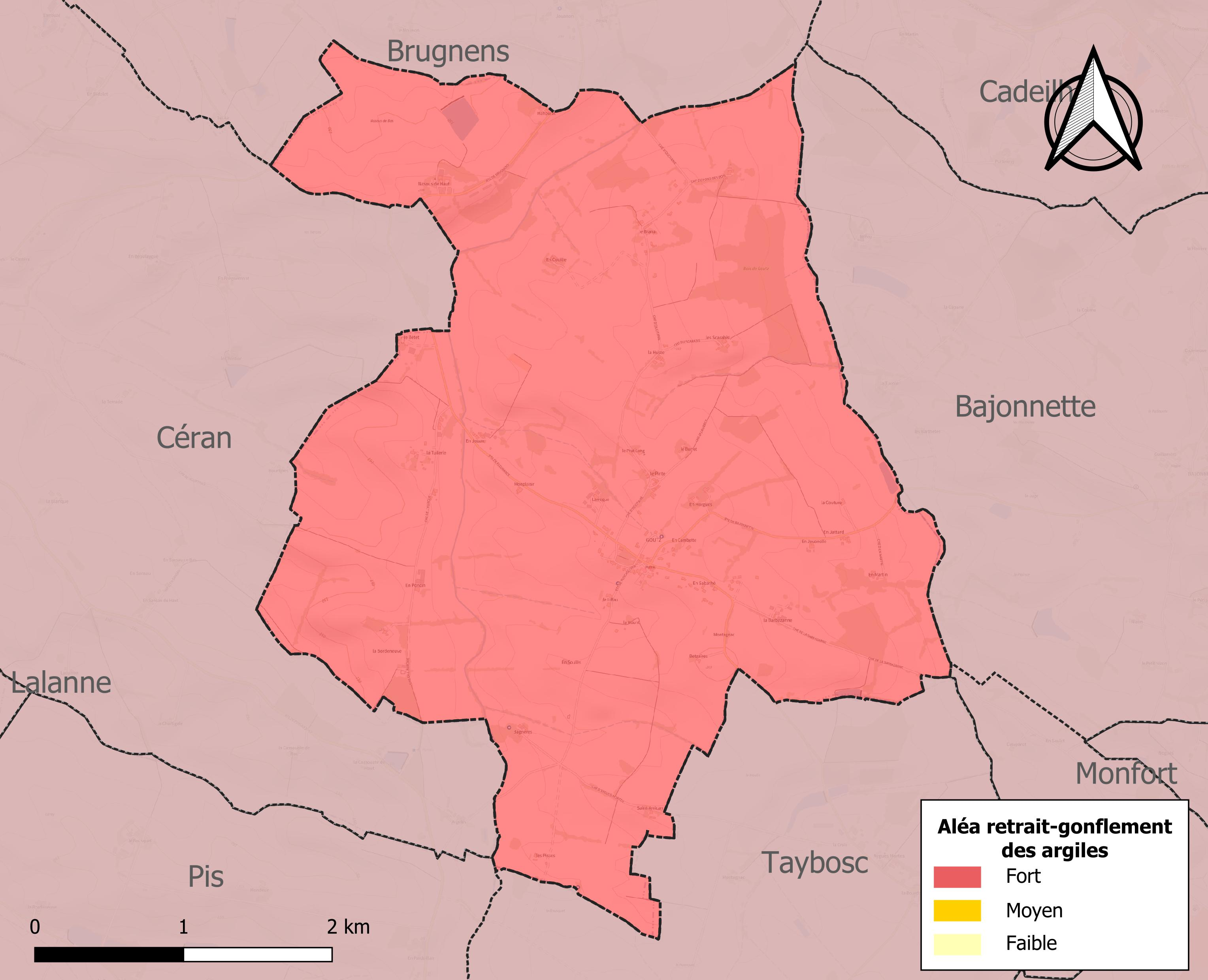
Carte des zones d'aléa retrait-gonflement des sols argileux de Goutz.

Le retrait-gonflement des sols argileux est susceptible d'engendrer des dommages importants aux bâtiments en cas d’alternance de périodes de sécheresse et de pluie. La totalité de la commune est en aléa moyen ou fort (94,5 % au niveau départemental et 48,5 % au niveau national). Sur les 99 bâtiments dénombrés sur la commune en 2019, 99 sont en aléa moyen ou fort, soit 100 %, à comparer aux 93 % au niveau départemental et 54 % au niveau national. Une cartographie de l'exposition du territoire national au retrait gonflement des sols argileux est disponible sur le site du BRGM,.
Par ailleurs, afin de mieux appréhender le risque d’affaissement de terrain, l'inventaire national des cavités souterraines permet de localiser celles situées sur la commune.
La commune a été reconnue en état de catastrophe naturelle au titre des dommages causés par les inondations et coulées de boue survenues en 1993, 1999, 2009 et 2018. Concernant les mouvements de terrains, la commune a été reconnue en état de catastrophe naturelle au titre des dommages causés par la sécheresse en 1989, 1991, 1994, 1998, 2000, 2002, 2003, 2011, 2012 et 2017 et par des mouvements de terrain en 1999.

## Toponymie
Le toponyme Goutz, signifie « Goths », Goti en latin, qui désigne une colonie du peuple germain.

## Histoire
Une monnaie romaine du IIe siècle y a été retrouvée.
Sur le mur de la mairie, l'on peut voir un chrisme récupération probable de l'église primitive et témoignage du croisement des religions (mythe gréco-romain du culte de Mithra et christianisme lors de la conversion de l'empereur Constantin à la religion chrétienne).
Le nom du village Goutz aurait pour origine l'implantation des Wisigoths, l'origine scandinave Gaut veut dire verseur de semence.
Le village reçut une charte de coutumes en 1292. Une procédure d'expropriation pour cause d'utilité publique, datant de 1292 fera jurisprudence.
Ils fondèrent une école ou l'on apprenait la chirurgie et la fabrication des remèdes, plantes médicinales préparées dans le vin et l'eau-de-vie qui deviendra l'armagnac. On y préparera un diplôme pour rentrer à l’école de médecine de Montpellier.

### Les Hospitaliers
Il existait à Goutz une commanderie d'Hospitaliers au milieu du XIIIe qui fut complètement ruinée au XVIe siècle. La motte entourée de fossés visible encore à la fin du XXe siècle est considérée comme base de la commanderie de l'ordre de Saint-Jean de Jérusalem attachée au grand prieuré de Toulouse.
Les commandeurs fonderont une bastide qui s'appellera la bastide de Biterde.

### Enseignement

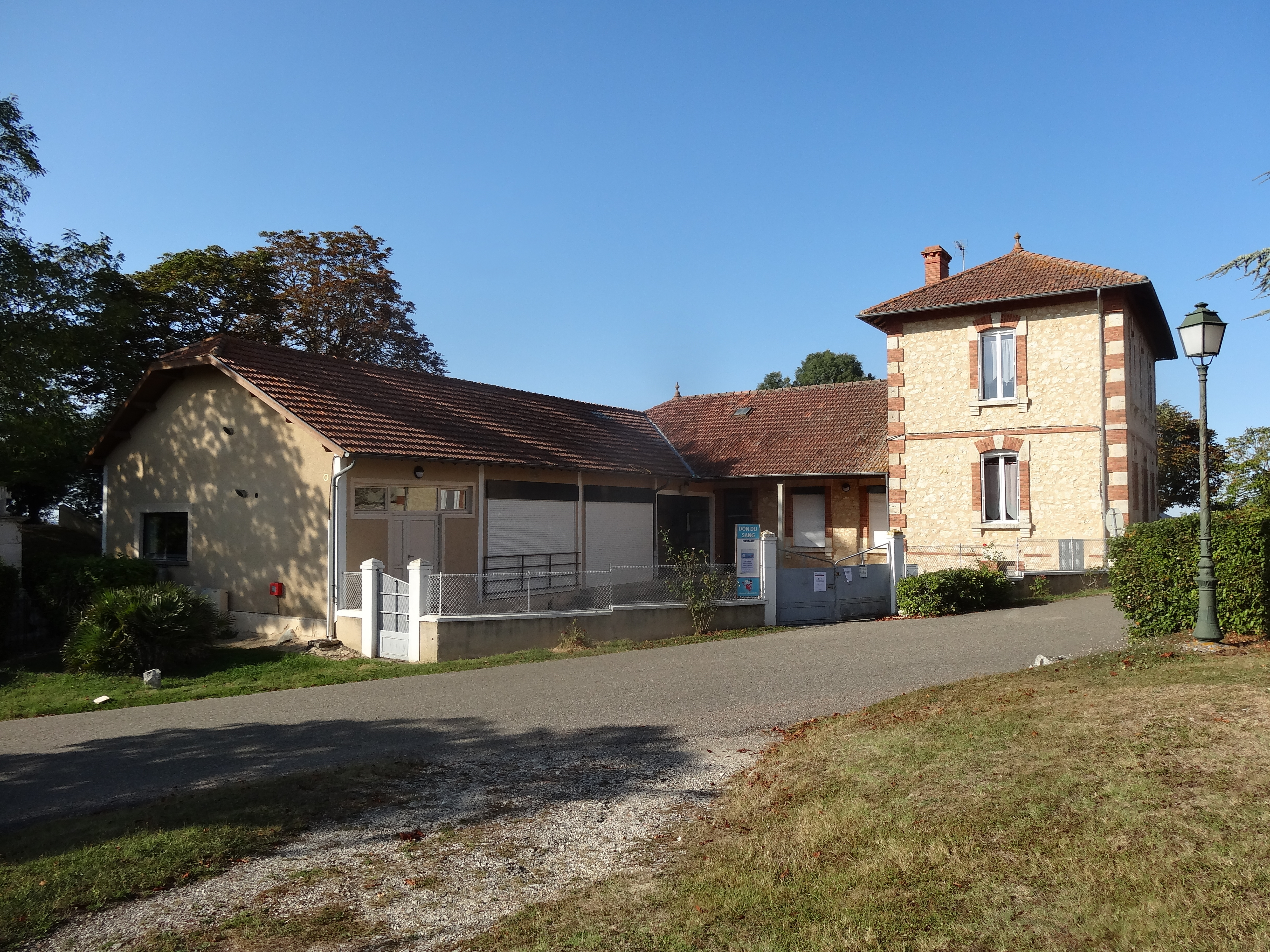
École au village.

## Politique et administration

### Liste des maires

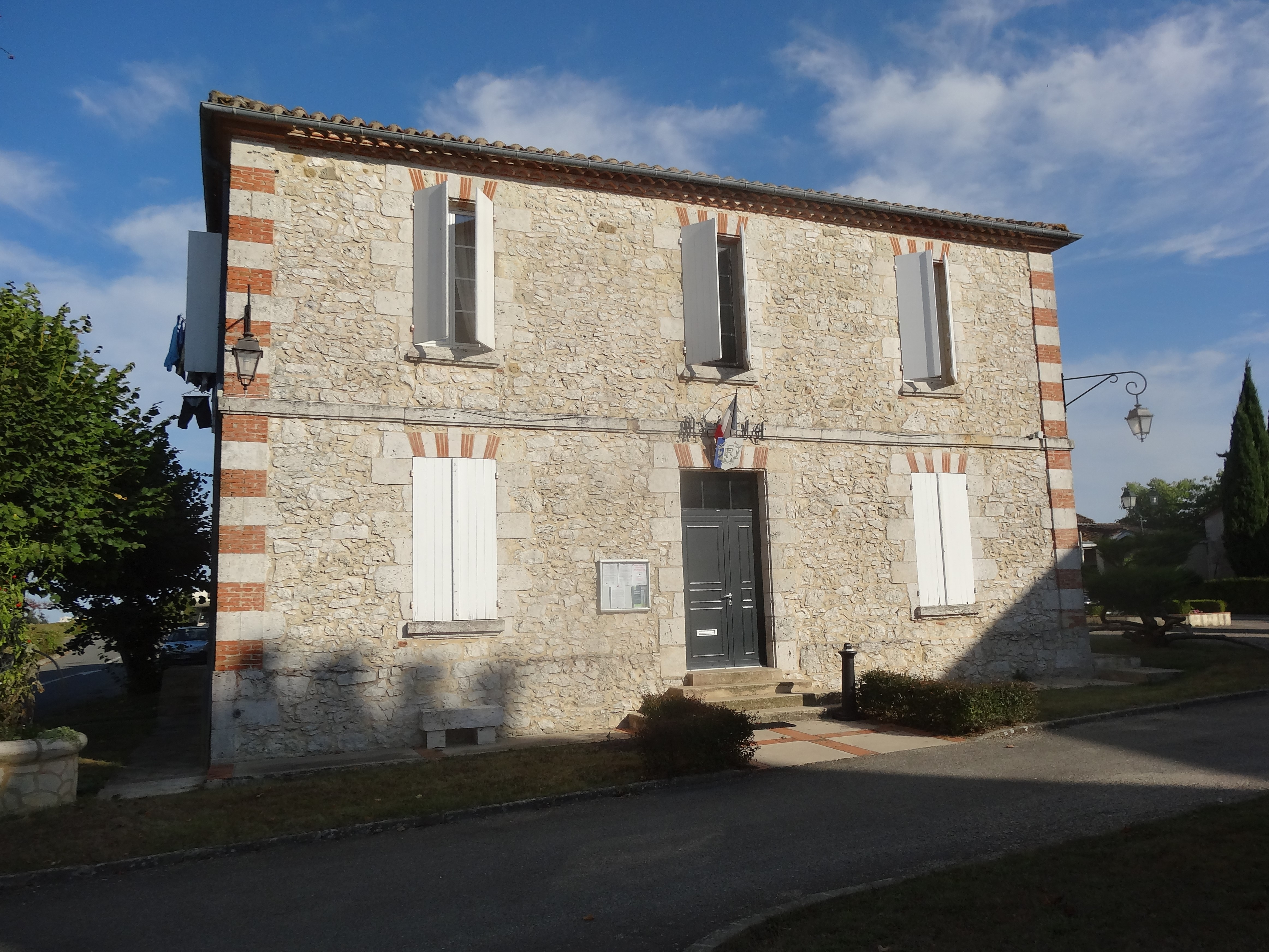
La mairie.

| Période | Période | Identité                      | Étiquette | Qualité     |
| ------- | ------- | ----------------------------- | --------- | ----------- |
| 1792    | 1798    | Pierre Ticier                 |           |             |
| 1798    | 1809    | Maurice Ticier                |           |             |
| 1809    | 1816    | Maurice Mazeret               |           |             |
| 1816    | 1826    | Jean Dat                      |           |             |
| 1826    | 1830    | François Thérèse Debarry      |           |             |
| 1830    | 1840    | Bertrand Rous                 |           |             |
| 1840    | 1865    | Pierre Riviere                |           |             |
| 1865    | 1876    | Isidore Rous                  |           |             |
| 1876    | 1876    | Jean-baptiste Riviere         |           |             |
| 1876    | 1881    | Jean-baptiste Dat             |           |             |
| 1881    | 1887    | Jean Berges                   |           |             |
| 1887    | 1888    | Lambert Metivier (de)         |           |             |
| 1888    | 1896    | Jean-baptiste Riviere         |           |             |
| 1896    | 1896    | Jean-baptiste Derrey          |           |             |
| 1896    | 1904    | Jean-baptiste Riviere         |           |             |
| 1904    | 1919    | Jean-marie Monge              |           |             |
| 1919    | 1935    | Elie Vigneaux                 |           |             |
| 1935    | 1944    | Marcel Mares                  |           |             |
| 1944    | 1965    | Raoul Sentis                  |           |             |
| 1965    | 1989    | Jean Ludovic Frédéric Laborde |           |             |
| 1989    |         | Eric Laborde                  | DVG       | Agriculteur |

## Population et société

### Démographie
L'évolution du nombre d'habitants est connue à travers les recensements de la population effectués dans la commune depuis 1793. Pour les communes de moins de 10 000 habitants, une enquête de recensement portant sur toute la population est réalisée tous les cinq ans, les populations de référence des années intermédiaires étant quant à elles estimées par interpolation ou extrapolation. Pour la commune, le premier recensement exhaustif entrant dans le cadre du nouveau dispositif a été réalisé en 2008.

En 2022, la commune comptait 213 habitants, en évolution de +8,12 % par rapport à 2016 (Gers : +1,04 %, France hors Mayotte : +2,11 %).
| 1793 | 1800 | 1806 | 1821 | 1831 | 1841 | 1846 | 1851 | 1856 |
| ---- | ---- | ---- | ---- | ---- | ---- | ---- | ---- | ---- |
| 309  | 444  | 484  | 495  | 485  | 477  | 453  | 424  | 427  |

| 1861 | 1866 | 1872 | 1876 | 1881 | 1886 | 1891 | 1896 | 1901 |
| ---- | ---- | ---- | ---- | ---- | ---- | ---- | ---- | ---- |
| 428  | 415  | 404  | 396  | 394  | 375  | 352  | 316  | 301  |

| 1906 | 1911 | 1921 | 1926 | 1931 | 1936 | 1946 | 1954 | 1962 |
| ---- | ---- | ---- | ---- | ---- | ---- | ---- | ---- | ---- |
| 288  | 288  | 239  | 240  | 224  | 201  | 238  | 230  | 216  |

| 1968 | 1975 | 1982 | 1990 | 1999 | 2006 | 2008 | 2013 | 2018 |
| ---- | ---- | ---- | ---- | ---- | ---- | ---- | ---- | ---- |
| 193  | 150  | 159  | 151  | 163  | 179  | 184  | 187  | 212  |

| 2022 | - | - | - | - | - | - | - | - |
| ---- | - | - | - | - | - | - | - | - |
| 213  | - | - | - | - | - | - | - | - |

### Manifestations culturelles et festivités

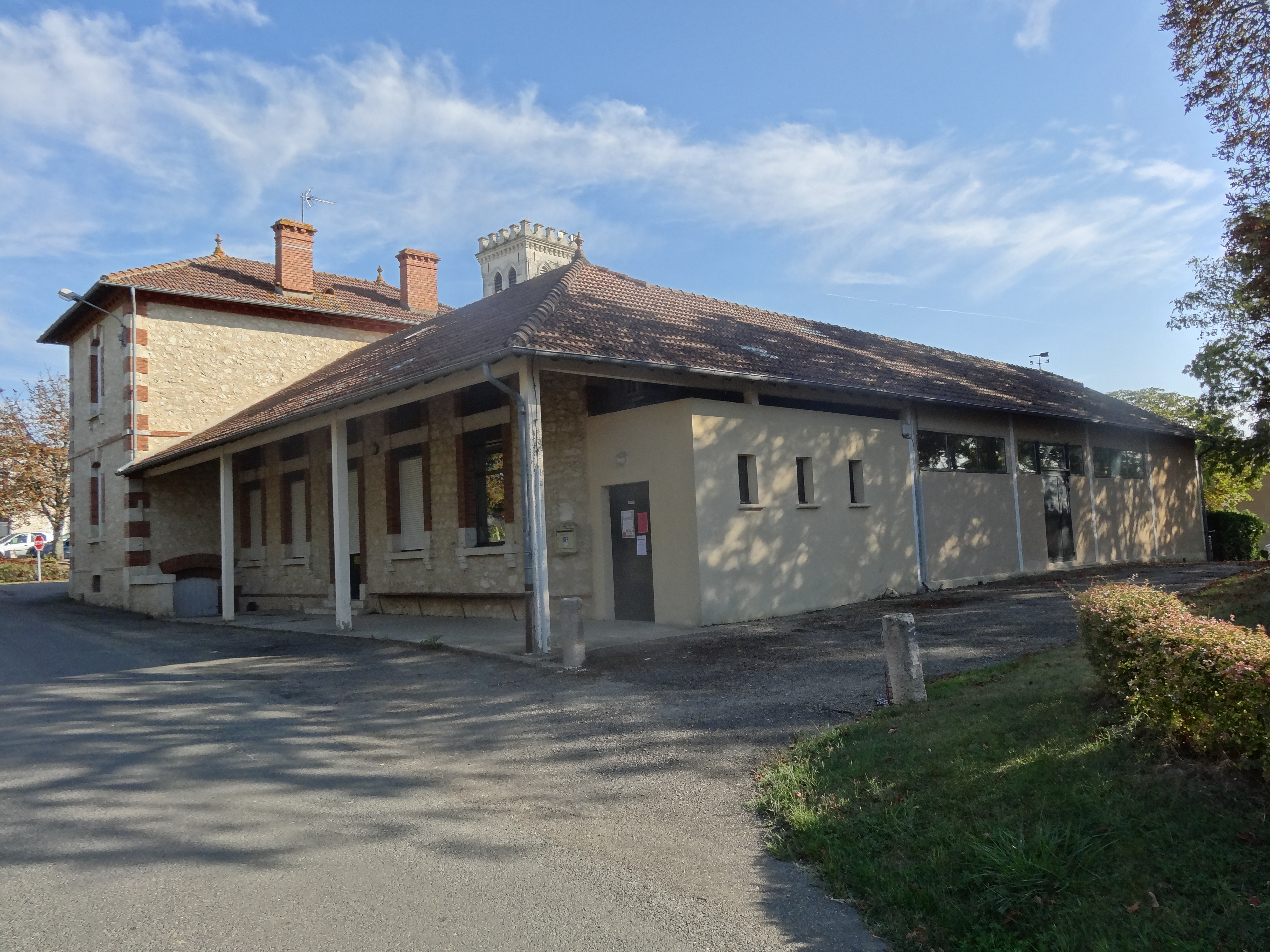
La salle des fêtes.

- Fête locale pour la Saint-Jean-Baptiste.

## Économie

### Revenus
En 2018  (données Insee publiées en septembre 2021), la commune compte 81 ménages fiscaux, regroupant 213 personnes. La médiane du revenu disponible par unité de consommation est de 21 880 € (20 820 € dans le département).

### Emploi
|                | 2008  | 2013  | 2018  |
| -------------- | ----- | ----- | ----- |
| Commune        | 2,8 % | 3,7 % | 8,8 % |
| Département    | 6,1 % | 7,5 % | 8,2 % |
| France entière | 8,3 % | 10 %  | 10 %  |

En 2018, la population âgée de 15 à 64 ans s'élève à 125 personnes, parmi lesquelles on compte 67,2 % d'actifs (58,4 % ayant un emploi et 8,8 % de chômeurs) et 32,8 % d'inactifs,. En  2018, le taux de chômage communal (au sens du recensement) des 15-64 ans est supérieur à celui du département, mais inférieur à celui de la France, alors qu'il était inférieur à celui du département et de la France en 2008.
La commune fait partie de la couronne de l'aire d'attraction d'Auch, du fait qu'au moins 15 % des actifs travaillent dans le pôle,. Elle compte 22 emplois en 2018, contre 25 en 2013 et 22 en 2008. Le nombre d'actifs ayant un emploi résidant dans la commune est de 76, soit un indicateur de concentration d'emploi de 29,3 % et un taux d'activité parmi les 15 ans ou plus de 50,6 %.
Sur ces 76 actifs de 15 ans ou plus ayant un emploi, 13 travaillent dans la commune, soit 17 % des habitants. Pour se rendre au travail, 86,8 % des habitants utilisent un véhicule personnel ou de fonction à quatre roues, 1,3 % les transports en commun, 1,3 % s'y rendent en deux-roues, à vélo ou à pied et 10,5 % n'ont pas besoin de transport (travail au domicile).

### Activités hors agriculture
11 établissements sont implantés  à Goutz au 31 décembre 2019.
Le secteur de la construction est prépondérant sur la commune puisqu'il représente 36,4 % du nombre total d'établissements de la commune (4 sur les 11 entreprises implantées  à Goutz), contre 14,6 % au niveau départemental.

### Agriculture
La commune est dans le « Haut-Armagnac », une petite région agricole occupant le centre du département du Gers. En 2020, l'orientation technico-économique de l'agriculture  sur la commune est la culture de céréales et/ou d'oléoprotéagineuses.
|               | 1988 | 2000 | 2010 | 2020 |
| ------------- | ---- | ---- | ---- | ---- |
| Exploitations | 19   | 18   | 14   | 11   |
| SAU (ha)      | 920  | 914  | 860  | 737  |

Le nombre d'exploitations agricoles en activité et ayant leur siège dans la commune est passé de 19 lors du recensement agricole de 1988  à 18 en 2000 puis à 14 en 2010 et enfin à 11 en 2020, soit une baisse de 42 % en 32 ans. Le même mouvement est observé à l'échelle du département qui a perdu pendant cette période 51 % de ses exploitations,. La surface agricole utilisée sur la commune a également diminué, passant de 920 ha en 1988 à 737 ha en 2020. Parallèlement la surface agricole utilisée moyenne par exploitation a augmenté, passant de 48 à 67 ha.

## Culture locale et patrimoine

### Lieux et monuments
- L'église Saint-Jean-Baptiste[31] d'architecture ogivale, restaurée, est bâtie en 1881-1882 sur les fondements de l'église précédente mais décalée de quelques mètres plus à l'est comme en témoignent les marches de l'église primitive. Son clocher-tour carré et finement crénelé, comporte une tourelle circulaire ; elle comporte des peintures réalisées par le peintre Paul Noël Lasseran qui a fait ses études à Rome. Une dizaine de statues de grande taille animent l'intérieur de l'église : saint Jean-Baptiste (ou Jean le Baptiseur), la Vierge couronnée, Notre-Dame de Lourdes, saint Antoine de Padoue, Jésus adolescent, sainte Thérèse de l'enfant Jésus, sainte Jeanne d'Arc, le curé d'Ars, etc.

L'église Saint-Jean-Baptiste
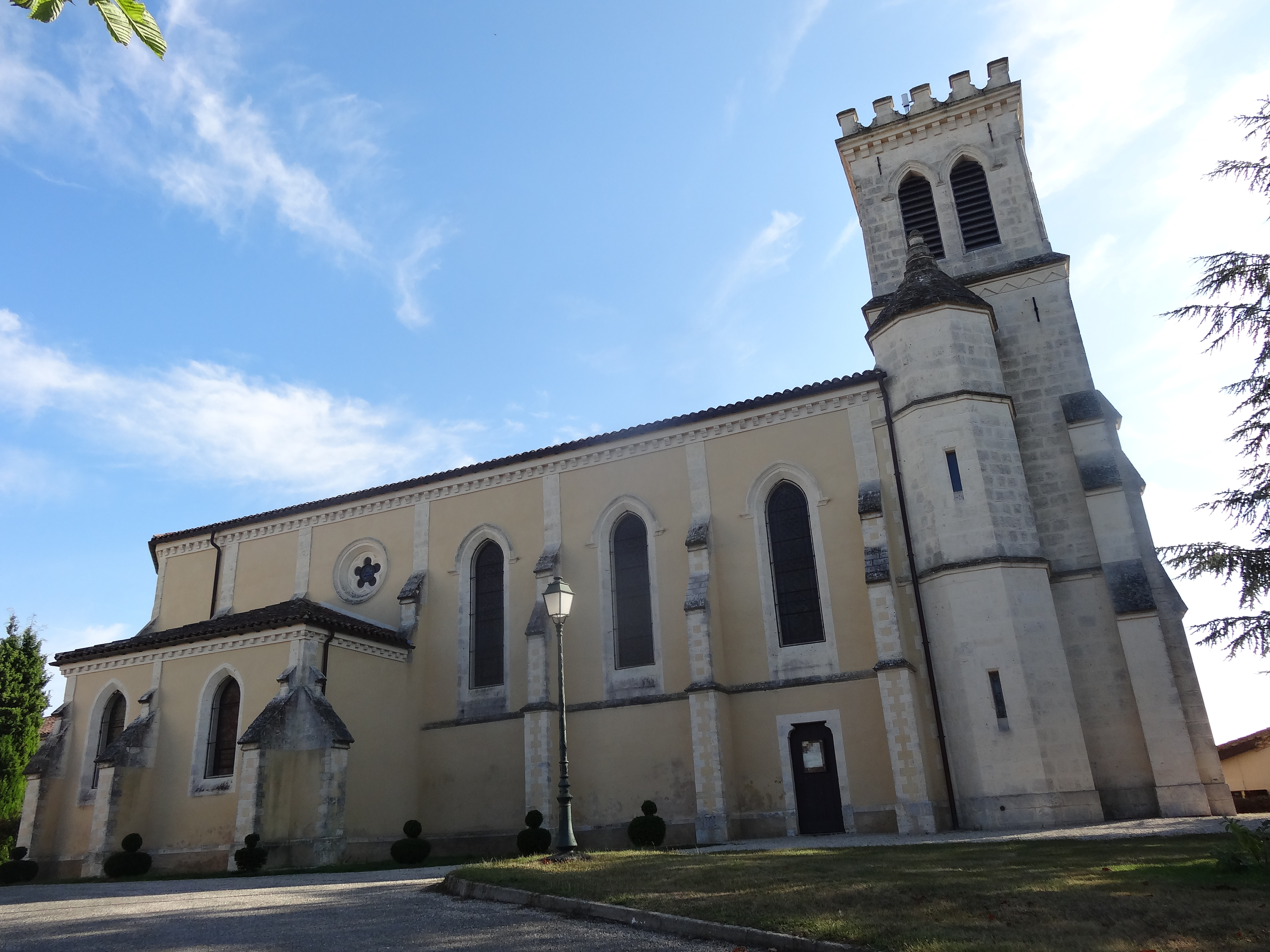
L'église.
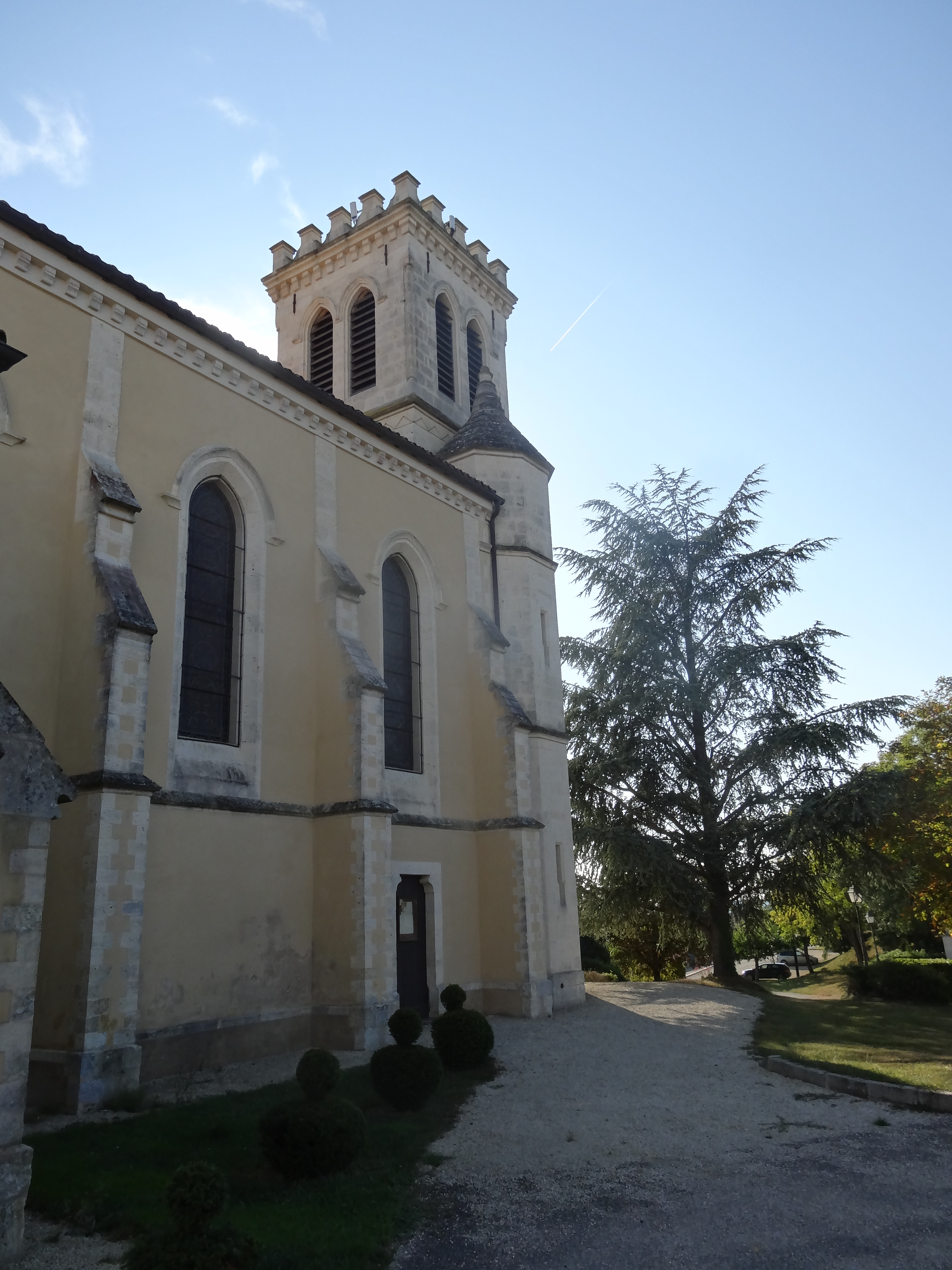
Le clocher.
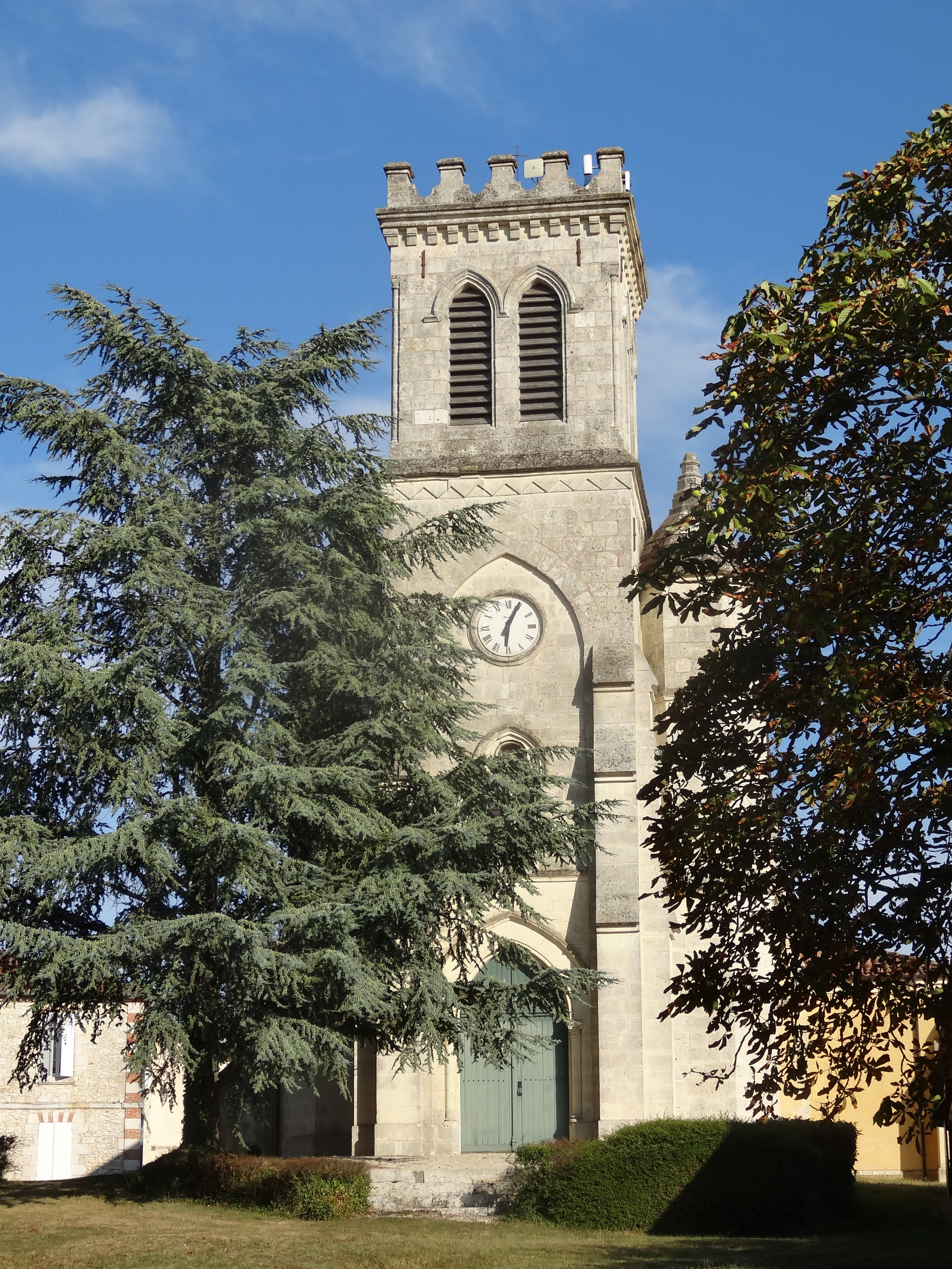
Le clocher et le portail.

- Dans le mur sud de la mairie, ancienne maison Mazeret et demeure paroissiale accolée à l'école privée des filles, donné à la commune, on peut voir un chrisme, récupération probable d'une ancienne église.
- Une motte féodale se trouve dans la partie ouest du village. À son sud-ouest, on peut encore voir une croix de Malte scellée dans le socle d'une croix chrétienne.

La motte féodale
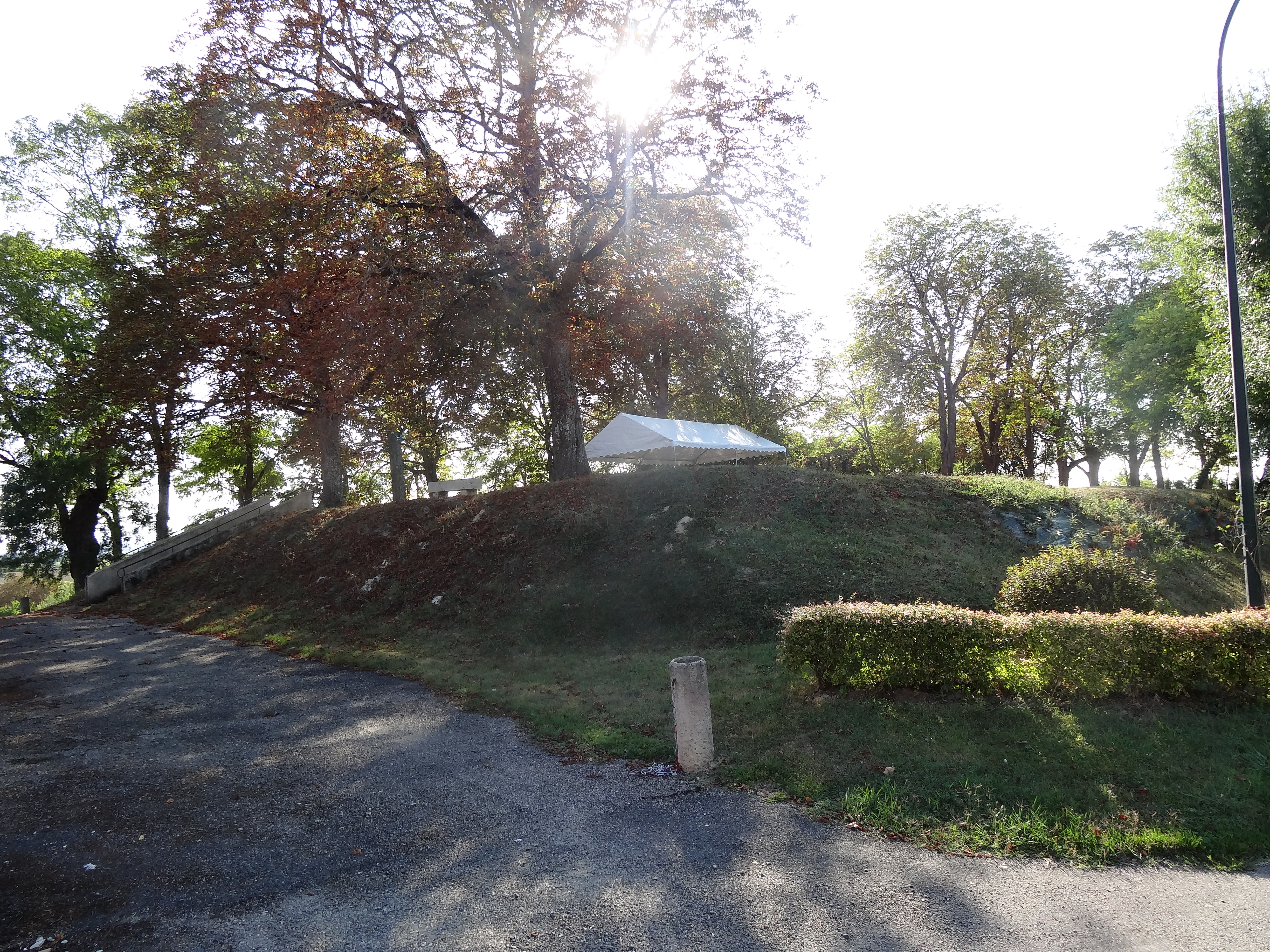
La motte.
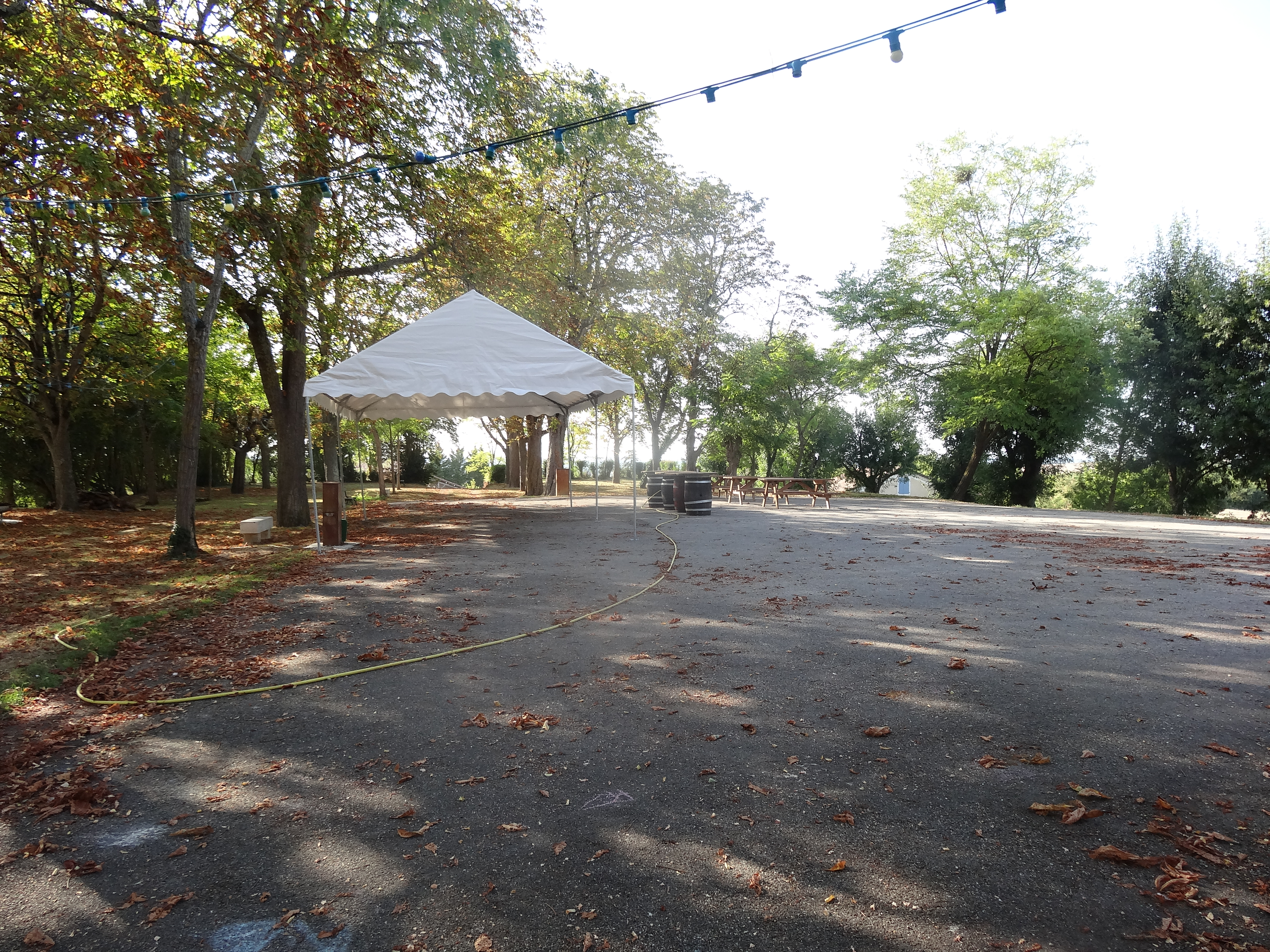
Espace bitumé sur la motte.

- Dans la campagne goutzoise, on peut voir de belles maisons à colombage de style gascon aujourd'hui rénovées et la dernière demeure des hospitaliers ou l'on peut encore voir une partie des fossés.
- Particularité géométrique sacrée : dans le village une statue de Notre Dame de Lourdes regarde dans la direction de Lourdes et une statue de Notre Dame des champs regarde dans la direction d'Escornebœuf. Des alignements de croix et vieux chemins donnent la forme de la croix des hospitaliers.

Statues et croix
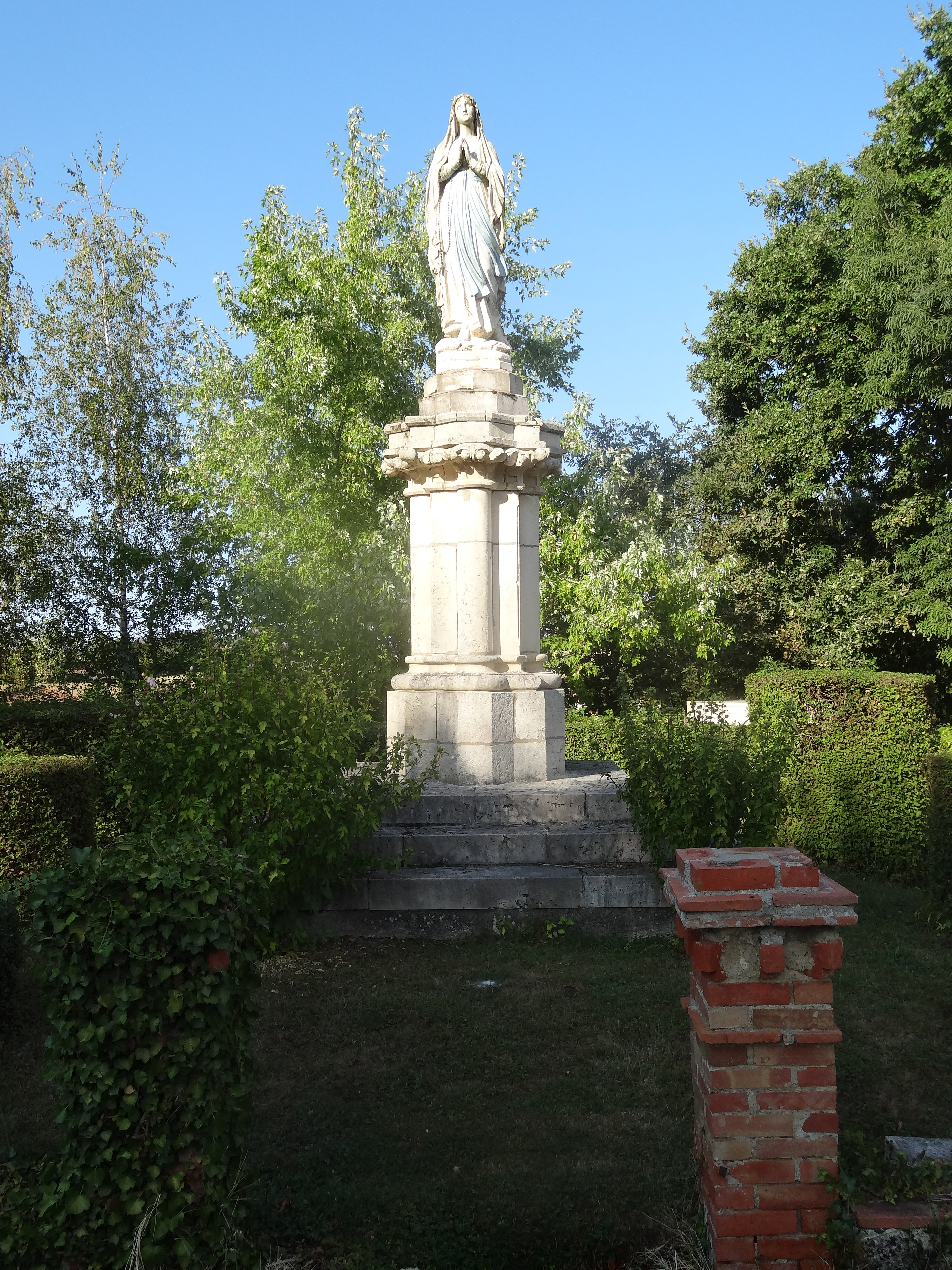
Notre Dame.
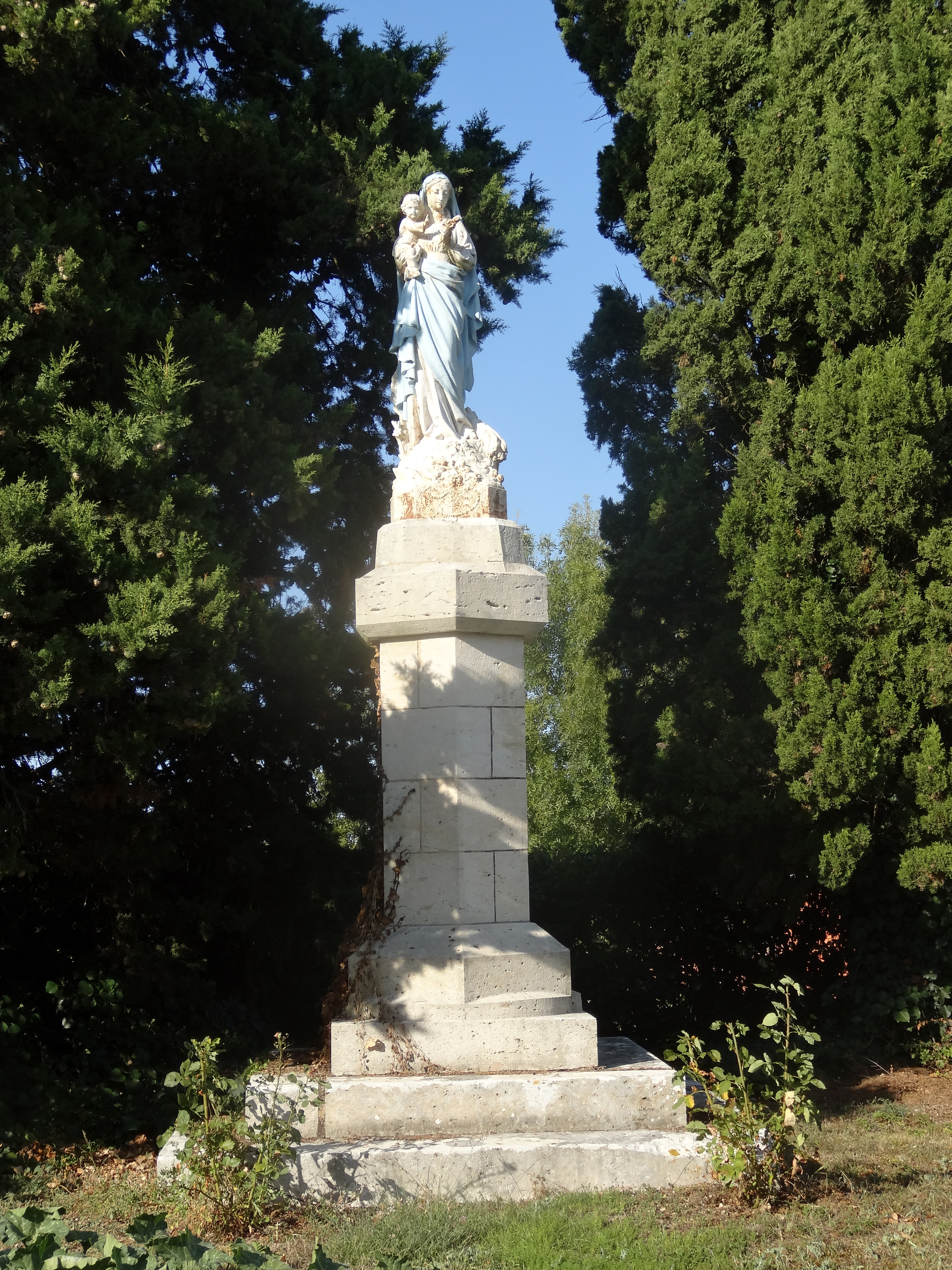
Notre Dame à l'Enfant.
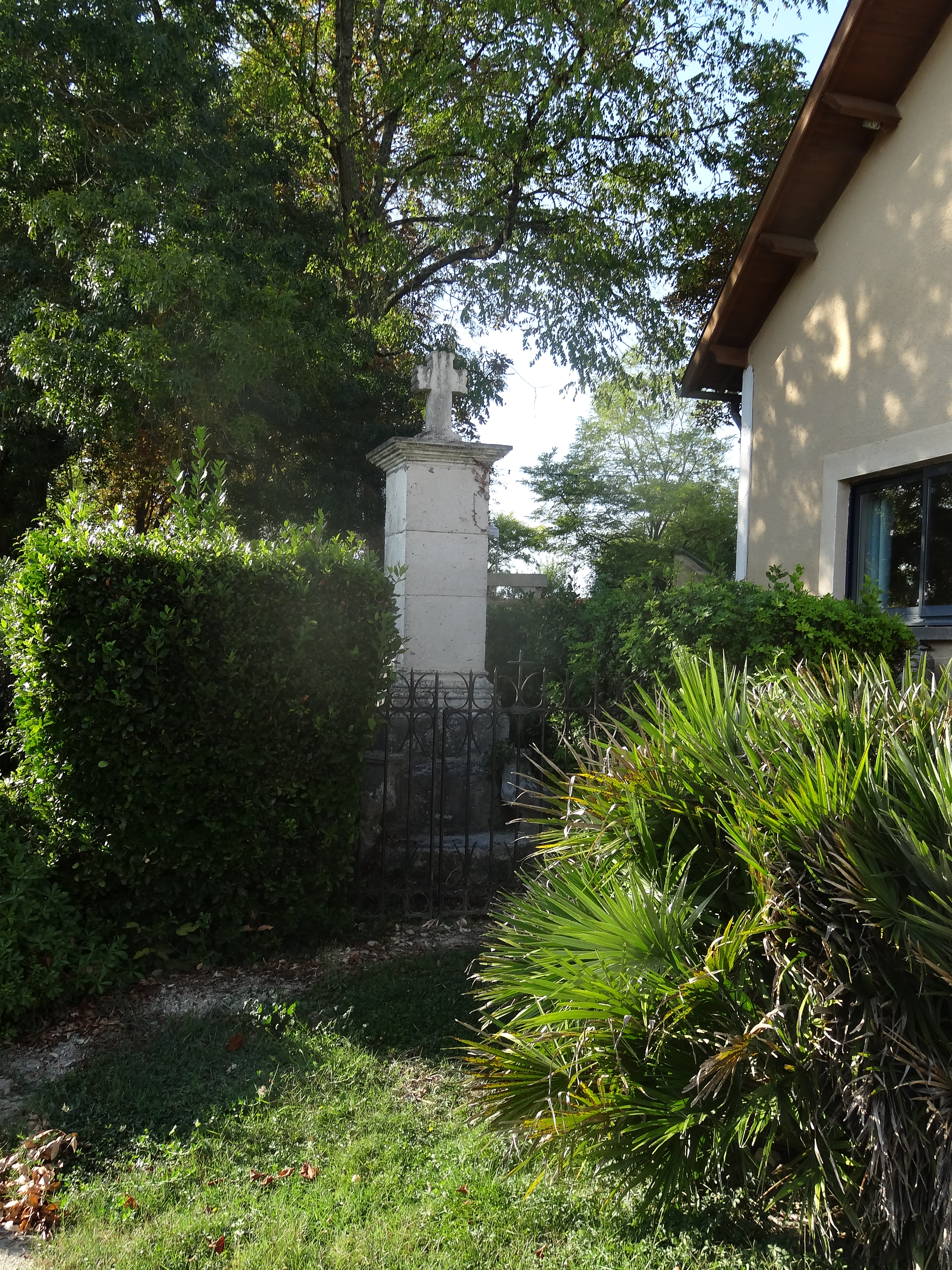
Une croix.

- Le village est situé au croisement de deux chemins royaux (archives d'Auch).

Autres lieux et monuments
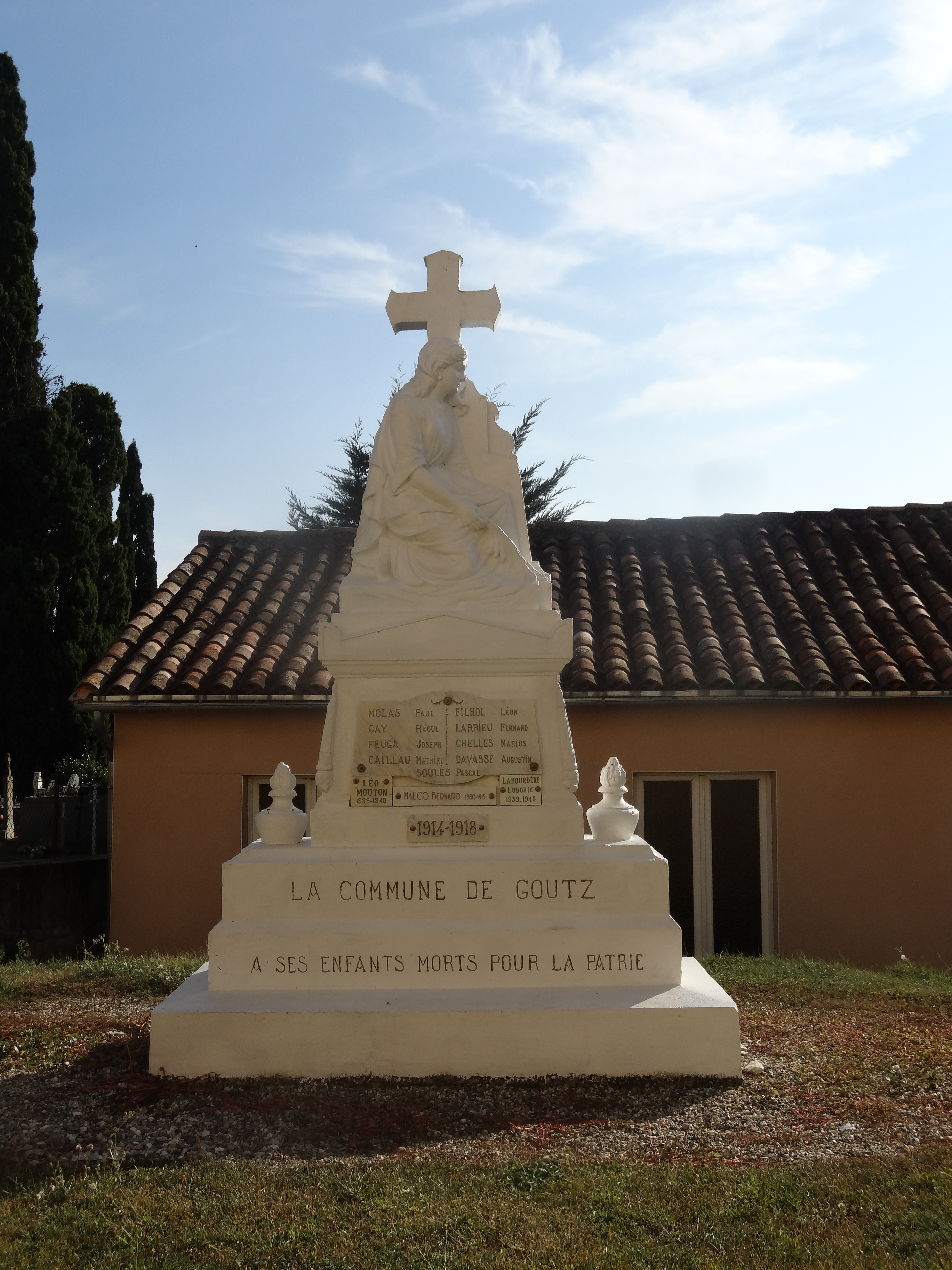
Le monument aux morts.
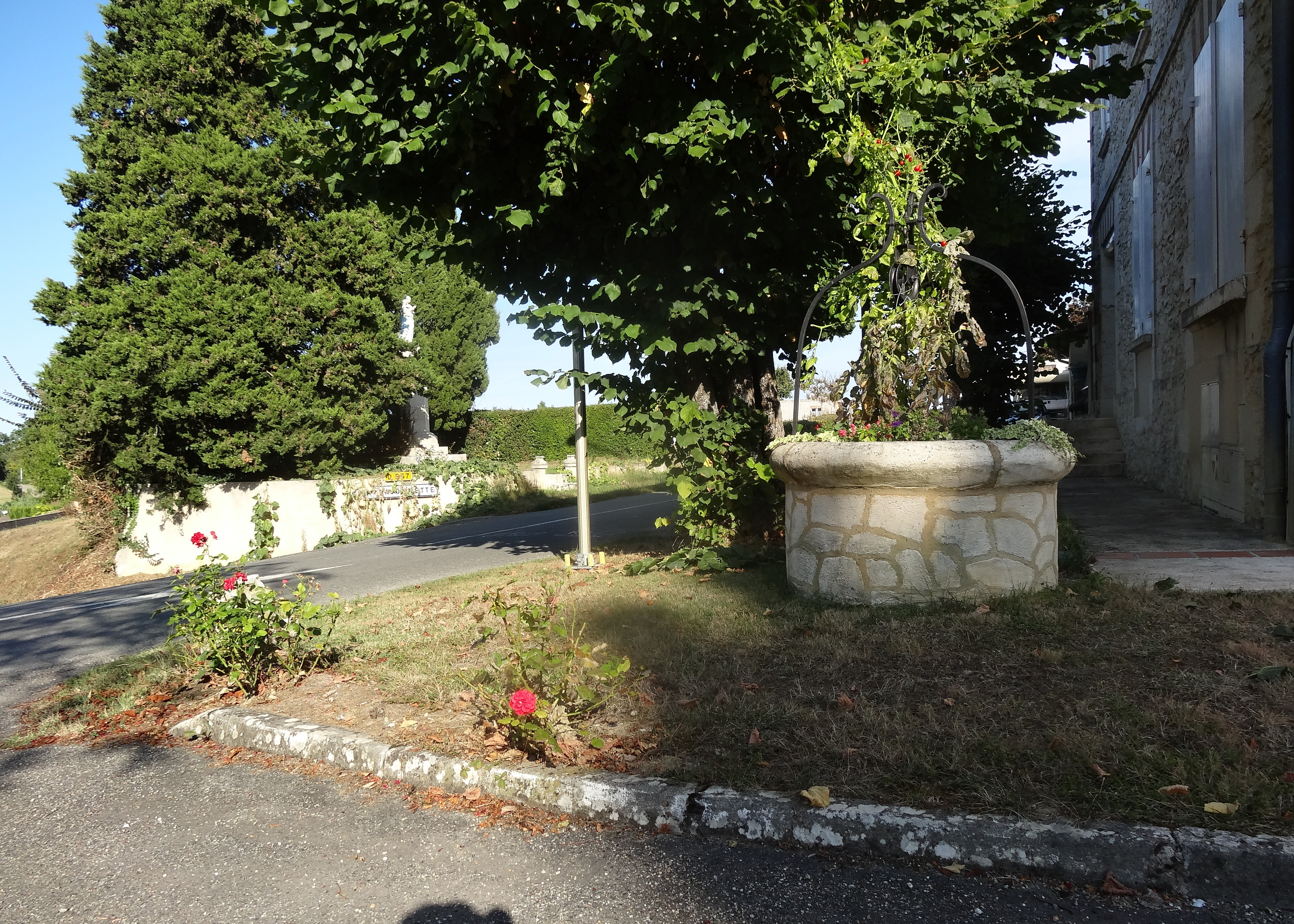
Puits.

### Personnalités liées à la commune
- En 1292, Guillaume de Villaret (occitan : Guilhem del Vilaret), décédé en 1305, vingt-quatrième grand maître des Hospitaliers de Saint-Jean de Jérusalem de 1296 à sa mort donne procuration afin que soit conclu un traité avec le vicomte de Fezensaguet pour la construction de la bastide de Biterde. puis il approuve et scelle le 21 juillet 1292, la charte publiée le 17 juin 1292.
- Jeanne d'Albret, reine de Navarre et mère d'Henri IV, achète aux enchères les biens temporels de la commanderie de Goutz en 1563, lors de la vente d'une partie des biens du clergé en exécution de l'édit royal de Charles IX.
- Jean-Pierre de Batz, né à Goutz-les-Tartas le 26 janvier 1754.
- Paul Noël Lasseran, peintre né à Lectoure en 1868. L'artiste a réalisé dans  l'église des fresques représentant saint Luc, saint Jean, saint Matthieu et saint Marc ainsi que deux autres grandes fresques intitulées La Justice et la Paix s'embrassent et Notre Dame des champs, décorant harmonieusement deux pans de mur de l'édifice. Ces œuvres ont été réalisées entre 1901 et 1903 et captent immédiatement le regard du visiteur entrant dans l'église.